# Rascló de Ridgway
El rascló de Ridgway (Rallus obsoletus) és una espècie d'ocell de la família dels ràl·lids (Rallidae) que habita la costa i aiguamolls des de la Badia de San Francisco, cap al sud fins al centre de Baixa Califòrnia, i cap a l'est fins al sud de Califòrnia i sud-oest d'Arizona i la costa del Pacífic des de Sonora fins Nayarit. 
Considerat coespecífic del rascló gris (Rallus longirostris) fins estudis recents.